# Латышенок, Николай Леонидович
Николай Леонидович Латышенок (бел. Мікалай Леанідавіч Латышонак, 14 ноября 1964, Заборье, Миорский район, Витебская область, БССР) — белорусский военный, помощник Президента Республики Беларусь по общим вопросам (с 2018). Полковник (2004).

## Биография
Родился 14 ноября 1964 года в деревне Заборье Миорского района Витебской области. После срочной службы в Вооруженных Силах СССР поступил в Рязанское высшее воздушно-десантное командное училище, которое окончил в 1988 году. В 2011 году окончил Академию управления при Президенте Республики Беларусь.
С 1988 года по 1993 год проходил службу в Вооруженных силах на территории Казахстана, а затем до 1995 года в пограничных войсках Белоруссии.
В 1995 году перешел в Службу безопасности президента Беларуси, где прошел путь от старшего офицера до начальника управления личной охраны. В 2003 году Латышенок работал в должности старшего адъютанта 1-го отделения 1-го отдела управления личной охраны Службы безопасности Президента Республики Беларусь.
Латышенок входил в самый близкий круг Александра Лукашенко, регулярно сопровождая его в командировках. С августа 2017 года состоит в запасе.
6 февраля 2018 года назначен помощником Президента Республики Беларусь по общим вопросам.

## Хобби
- Николай Латышенок выступал под номером 13 (позиция нападающего) за хоккейную команду «Щит» в чемпионате Минска по хоккею с шайбой среди любительских команд, в которой также играет председатель центрального совета Президентского спортивного клуба Дмитрий Лукашенко[5].

## Награды
- орден «За службу Родине» III степени (2009)[6],
- медаль «За безупречную службу» III степени,
- медаль «За безупречную службу» II степени,
- медаль «За безупречную службу» I степени (2003)[2],
- почётная грамота Совета Министров Республики Беларусь (2024)[7].